# Nałęczów
Die Stadt Nałęczów [naˈwɛnt͡ʂuf] (früher Nałęczów-Zdrój) gehört zur gleichnamigen Stadt-und-Landgemeinde im Powiat Puławski der Woiwodschaft Lublin, Polen. Der bekannte Kurort hat etwa 3750 Einwohner.

## Geschichte

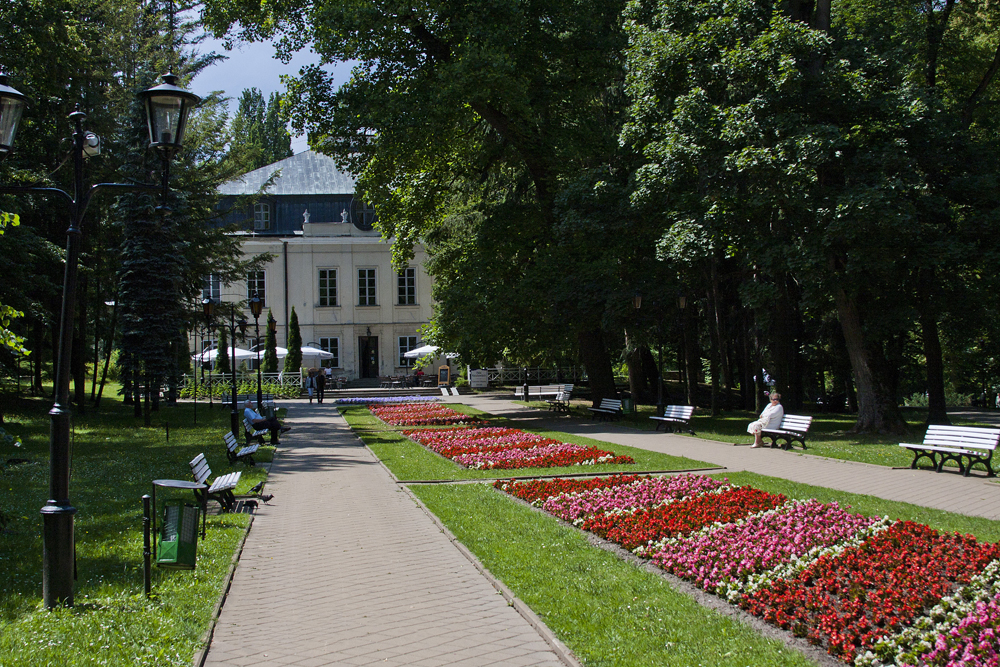
Małachowski-Schloss

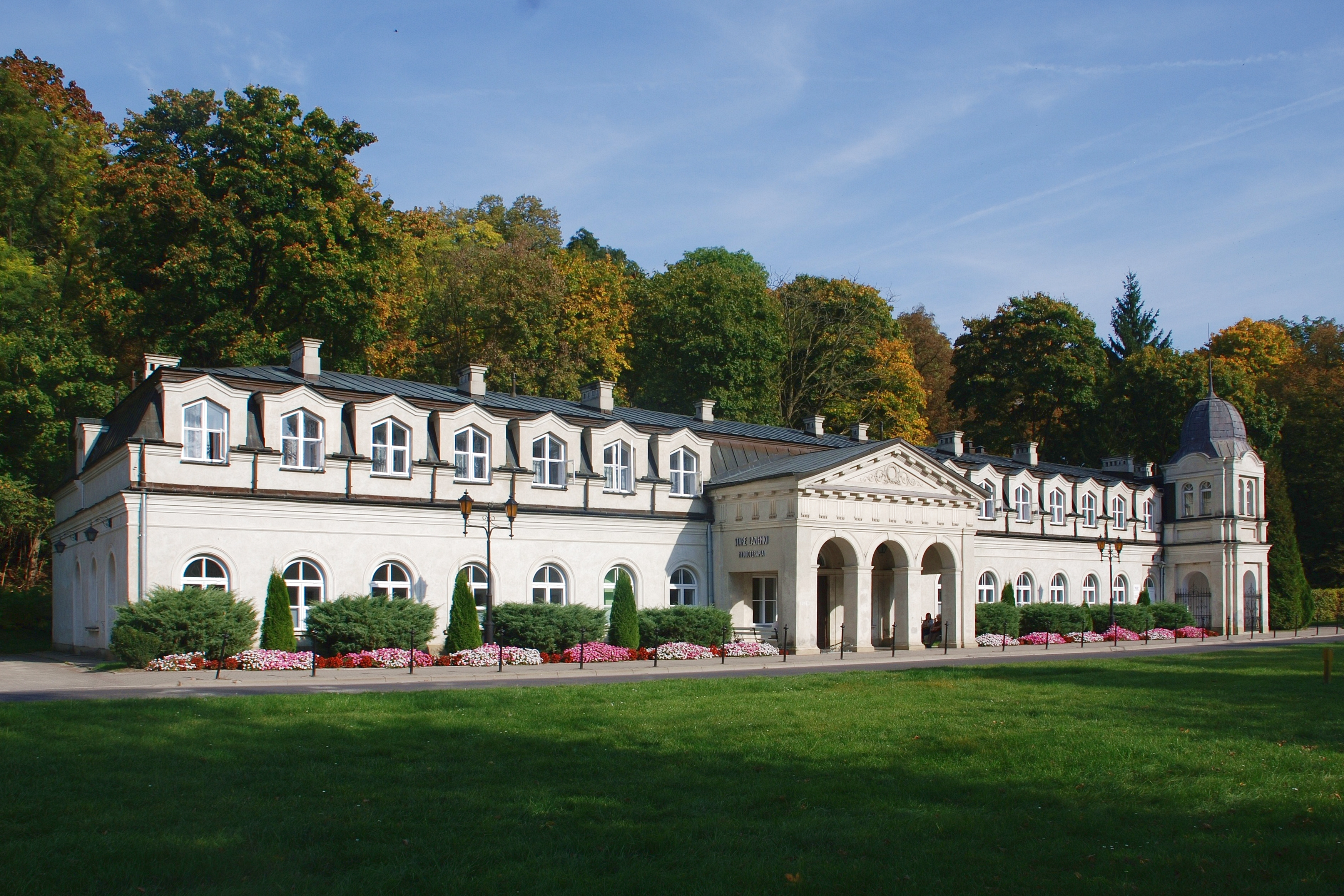
Altes Kurhaus

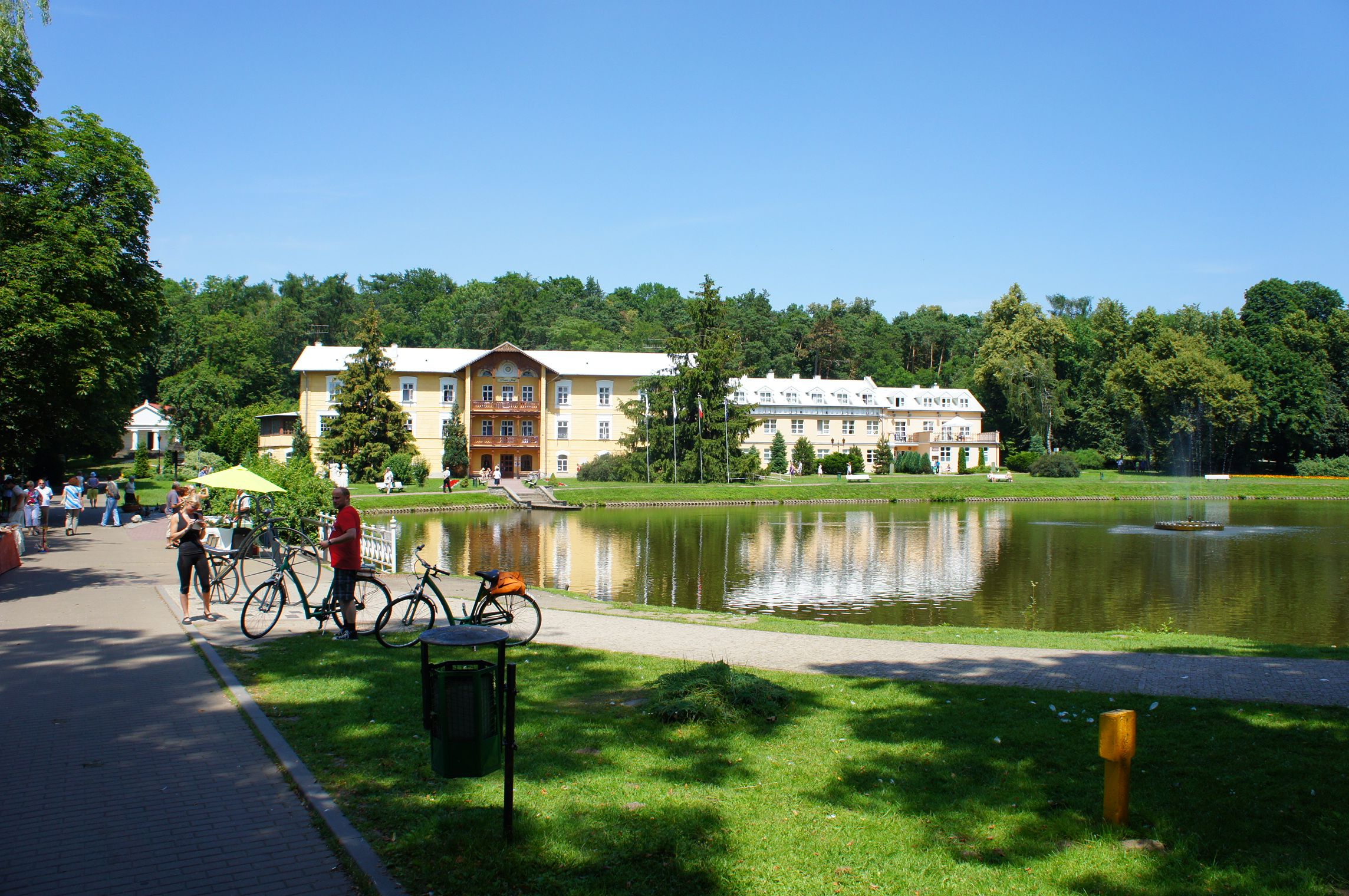
Kurpark

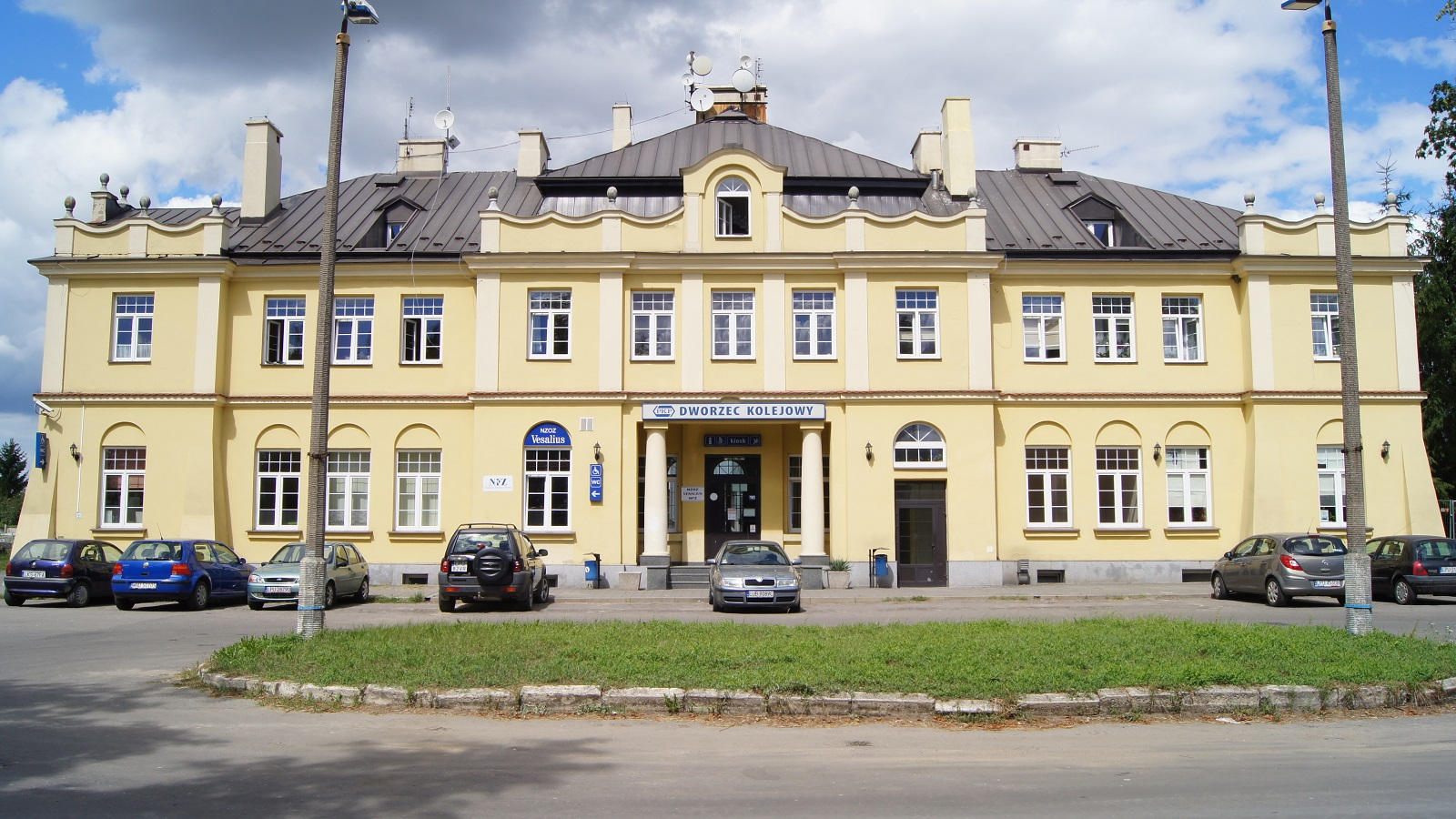
Bahnhof Nałęczów (2009)

Die Stadt ist aus dem Dorf Bochotnica am Flüsschen Bochotniczanka entstanden. Um den Kirchenhügel entwickelte sich seit der ersten Hälfte des 14. Jahrhunderts ein Marktflecken. Im Jahr 1523 kam der Ort unter die Herrschaft der Familie Samborzecki. Mikołaj Samoborzecki zerstörte in der Reformationszeit die Kirche, die seine Nachkommen wieder aufbauten. Durch die Kriege des 17. und 18. Jahrhunderts verlor der Ort an Bedeutung.
Im Jahre 1751 wurde Stanisław Małachowski (1727–1784), Starost von Wąwolnica, auch Grundherr des gesamten Gebiets. Von seinem Wappen Nałęcz ist der heutige Name des Ortes abgeleitet. Das heutige Wappen von Stadt und Gemeinde zeigt heraldisch links den Knoten der Familie Nałęcz und rechts das Wappen Pilawa von Stanisławs Ehefrau Marianna Potocka († 1772). Małachowski erbaute von 1768 bis 1775 sein Schloss im heutigen Kurpark.
Nach dem Tod seiner ersten Frau machte Małachowski Schulden und war gezwungen 1778 den Besitz in Naleczow an seinen entfernten Verwandten Antoni Małachowski (1740–1796) zu verkaufen. Da dieser an Gicht litt, suchte er Linderung und entdeckte die Heilquellen in Nałęczów. Der Badebetrieb begann mit dem Jahr 1796, aber der Ort wurde im Novemberaufstand von 1830/1831 durch russische Truppen zerstört.
Etwa fünfzig Jahre später wurde der Kurort durch drei Mediziner wieder zum Leben erweckt. Das erste Kurhaus wurde erbaut und die Bahnlinie im Norden am Ort vorbeigeführt. Die Jahre 1880 bis 1914 gelten als „die goldene Ära“ in der Geschichte des Kurorts. Zu den bekannten Gästen zählten der Nobelpreisträger Henryk Sienkiewicz und der Schriftsteller Bolesław Prus.
Nach beiden Weltkriegen musste der Kurort wiederaufgebaut werden. 1929 erhielt der Ort den offiziellen Status eines Kurortes und wurde Sitz der Gmina. Nach Ausbau der Infrastruktur kamen wieder bekannte Besucher zur Kur. Im Jahr 1954 übernahm die staatliche Firma Uzdrowisko Nałęczów den Badebetrieb und Wiederaufbau. Einen Aufschwung erhielt der Ort mit der Erteilung der Stadtrechte 1963. Seitdem wurde eine große Zahl der alten Gebäude unter Denkmalschutz gestellt. Ein Teil der Villen ist noch in einem schlechten Zustand, wie beispielsweise die Villa Marzanna.
Die staatlichen Bäder wurden 2001 privatisiert.

### Partnerstädte und -gemeinden
- Bezirk Steglitz-Zehlendorf – Berlin, Deutschland, seit 1993
- Nyíracsád, Ungarn, seit 1994
- Trenčianske Teplice, Slowakei, seit 1997
- Longueau, Frankreich, seit 2002.

## Verkehr
Der 1877 eröffnete Bahnhof Nałęczów befand sich in Sadurki acht Kilometer östlich der Stadt. Als 1926 das neue, repräsentative Bahnhofsgebäude in Drzewce-Kolonia fertiggestellt war, zog der „Bahnhof Nałęczów“ von Sadurki nach Drzewce um. Er liegt drei Kilometer nördlich der Stadt.

## Sport
- LKS Cisy Nałęczów, ein bekannter Fußballverein.